# Поводень австрійський
Поводень австрійський (Graphoderus austriacus) — вид жуків родини плавунців (Dytiscidae).

## Поширення
Палеарктичний вид. Поширений в Європі (крім південних країн та Британських островів) та Північній Азії.

## Опис
Graphoderus austriacus може досягати довжини приблизно 13,5 міліметрів. Тіло широкоовальне. На переднеспинці є невелика поперечна фасція.